# フラン (化学)
フラン（英: furan）は、4個の炭素原子と1個の酸素原子から構成される複素環式芳香族化合物である。分子式 C4H4O、分子量 68.07 で、CAS登録番号は[110-00-9]。フランはIUPAC命名法における許容慣用名で、系統名では1-オキサ-2,4-シクロペンタジエンである。環の一部にエーテル結合があるため環状エーテルでもある。可燃性の無色透明の液体で、沸点が室温に近いため揮発性が非常に大きい。消防法に定める第4類危険物 特殊引火物に該当する。
五員環であるが、酸素原子に孤立電子対がありヒュッケル則を満たすため芳香族性を有する。
フランの親化合物はペントース含有材料の熱分解、特に松脂の乾留で得られる。パラジウム触媒を用いて水素化すると有機溶媒などに使われるテトラヒドロフランが得られる。

## 歴史
「フラン」という名称は、ラテン語でふすまを意味する"furfur"にちなむ。
フランは当初は誘導体として発見された。1780年にカール・ヴィルヘルム・シェーレがふすまからカルボン酸誘導体の2-フロ酸を発見。1831年にヨハン・デーベライナーがギ酸の副生成物としてフルフラールを発見したが、1840年にジョン・ステンハウスによりふすまなどの植物体の蒸留によっても得られることが発見された。そして、純粋なフランそのものは1870年にハインリヒ・リンプリヒトにより発見された（リンプリヒト自身は「テトラフェノール」と呼んでいた）。

## 化学的性質
融点は−85.6 ℃、沸点は31.4 ℃である。特異臭を持つ無色透明液体で、空気中で褐変しやすい。引火点は−35 ℃のため室温で容易に引火する。純粋なフランは容易に重合反応を起こすため市販品には重合禁止剤が添加されている。有機溶媒に溶けやすいが、水には溶けにくい。
フランの酸素原子は炭素原子と同じくsp2混成している。環平面に垂直なp軌道上に2つの電子を提供し、環平面内のsp2軌道上には1つの非共有電子対が存在する。この軌道上の2電子は6π電子系の形成に寄与している。
置換した誘導体が多数あり、このような化合物の母体として重要である。代表例としては、ホルミル基が置換したフルフラール (C5H4O2)、ヒドロキシメチルフルフラール (C6H6O3) などが挙げられる。
フランは求電子置換反応を受けやすい。これはフランが双極性の共鳴混成構造を持つことによる。

## 汚染物質としてのフラン
環境汚染物質としてしばしば言及される「フラン」は、フランそのものではなく、フラン環を持つジベンゾフランの誘導体のポリ塩化ジベンゾフラン (PCDF) のことである。PCDFはポリ塩化ジベンゾジオキシン（PCDD、ダイオキシン）に似た構造と毒性を持ち、ダイオキシン類に含まれる。